# Stazione di Waßmannsdorf
La stazione di Waßmannsdorf è una fermata ferroviaria che serve il centro abitato di Waßmannsdorf, frazione del comune di Schönefeld.